# مولي جونسون
مولي جونسون (بالفرنسية: Molly Johnson)‏ (و. 1959  م) هي مغنية، وعازفة الجاز، وملحنة، وراقصة كندية، ولدت في تورونتو، بدأت مشوارها المهني سنة 1979.

## جوائز
حصلت على جوائز منها:
- ضابط وسام كندا.

## وصلات خارجية
- مولي جونسون على موقع IMDb (الإنجليزية)
- مولي جونسون على موقع ألو سيني (الفرنسية)
- مولي جونسون على موقع ميوزك برينز (الإنجليزية)
- مولي جونسون على موقع أول ميوزيك (الإنجليزية)
- مولي جونسون على موقع ديسكوغز (الإنجليزية)
- مولي جونسون على موقع قاعدة بيانات الفيلم (الإنجليزية)
- مولي جونسون على موقع كينوبويسك (الروسية)
- مولي جونسون في قاعدة بيانات الأفلام على الإنترنت